# Tanja Goricanec
Tanja Goricanec (Riazzino, 4 januari 1990) is een voormalig volleyballer en beachvolleyballer uit Zwitserland. In de laatste discipline won ze een zilveren medaille bij de Europese kampioenschappen.

## Carrière
Goricanec speelde in de zaal onder meer voor Volleyteam Bellinzona – met wie ze in 2009 de Zwitserse bekerfinale verloor – en Volley Future Köniz. Parallel aan haar carrière in de zaal begon Gorinanec met beachvolleyballen. Tussen 2004 en 2008 nam ze met Taryn Sciarini deel aan meerdere jeugd- en junior-wereldkampioenschappen. Ze behaalden daarbij onder meer twee vierde plaatsen: bij de WK onder 19 op Bermuda in 2006 en de WK onder 21 in Brighton in 2008. Bovendien maakte het duo in 2005 hun debuut in de FIVB World Tour bij het Open-toernooi van Gstaad. Van 2009 tot en met 2012 partnerde Goricanenc vervolgens met Muriel Grässli. In 2010 deed het tweetal mee aan vijf toernooien in de World Tour met twee vijf-en-twintigste plaatsen als beste resultaat. Bij de EK in Berlijn werden ze in de achtste finale uitgeschakeld door de Duitsen Katrin Holtwick en Ilka Semmler. Daarnaast eindigde Gorinacec met Joana Heidrich als vijfde bij de WK onder 21 in Alanya. Het seizoen daarop bereikten Goricanec en Grässli bij de WK in Rome de zestiende die verloren werd van de latere kampioenen Larissa França en Juliana Felisberta da Silva. In de mondiale competitie kwamen ze tot een vijf-en-twintigste plaats in Gstaad. Met Heidrich eindigde Goricanec bovendien als vierde bij de EK onder 23 in Porto. In 2012 strandden Goricanec en Grässli bij de EK in Scheveningen in de tussenronde tegen het Spaanse tweetal Liliana Fernández Steiner en Elsa Baquerizo Macmillan. In de World Tour waren ze verder actief op negen toernooien met een negende plaats op Åland als beste resultaat.
Van 2013 tot en met 2015 vormde Goricanec een team met Tanja Hüberli. Het eerste seizoen deed het tweetal mee aan tien reguliere toernooien in de World Tour met als beste resultaat een vijfde plaats in Moskou. Bij de WK in Stare Jabłonki kwamen ze niet verder dan groepsfase en bij de EK in Klagenfurt verloren Goricanec en Hüberli in de tussenronde van de Tsjechischen Kristýna Kolocová en Markéta Sluková. Verder was het duo actief op verschillende toernooien in de nationale beachvolleybalcompetitie. In 2014 namen Goricanec en Hüberli deel aan twaalf FIVB-toernooien, waarbij ze zesmaal als negende eindigden (Fuzhou, Stavanger, Gstaad, Den Haag, Stare Jabłonki en São Paulo). Bij de EK in Cagliari won het tweetal de zilveren medaille achter de Nederlandsen Madelein Meppelink en Marleen van Iersel. Het seizoen daarop kwamen ze bij acht reguliere wedstrijden in de World Tour niet verder dan een negende plaats in Luzern. Bij de WK in Nederland bereikten ze de zestiende finale die verloren werd van het Braziliaanse duo Maria Antonelli en Juliana. Bij de EK in Klagenfurt eindigden ze als vijfde nadat ze in de kwartfinale werden uitgeschakeld door de Slowaaksen Natália Dubovcová en Dominika Nestarcová.

## Palmares
Kampioenschappen
- 2014:  EK